# Khách sạn Haegumgang
Khách sạn Haegumgang (tiếng Hàn Quốc: 호텔해금강) là một khách sạn nổi trên mặt nước năm sao nổi tiếng có nguồn gốc từ Queensland, Úc. Khách sạn từng được kéo đến Việt Nam và được xem là biểu tượng một thời của Sài Gòn vào những năm 1990. Hiện khách sạn Haegumgang đang cập cảng tại Núi Kim Cương trên bờ biển phía đông của Triều Tiên. Haegumgang là Khách sạn nổi đầu tiên trên thế giới và cũng là một trong những khách sạn tiêu chuẩn 5 sao đầu tiên xuất hiện tại Thành phố Hồ Chí Minh.

## Lịch sử
Năm 1983, khách sạn được một doanh nhân, thợ lặn người Úc gốc Ý là Doug Tarca sống tại thành phố Townsville, Queensland, Úc cùng con trai ông là Peter xây dựng ý tưởng. Thiết kế công trình là kỹ sư người Thụy Điển Sten Sjöstrand, sau này trở thành nhà khảo cổ học hàng hải nổi tiếng ở Biển Đông. Khách sạn được xây dựng tại Singapore và mở cửa vào năm 1988 với tên gọi là "John Brewer Reef Floating Hotel" (Khách sạn nổi John Brewer). Khách sạn được định vị trên Rạn san hô John Brewer, trong Rạn san hô Great Barrier ngoài khơi bờ biển Townsville, Queensland, Úc. Cấu trúc khách sạn có kích thước 89m có bảy tầng với gần 200 phòng, hộp đêm, quán bar, nhà hàng, sân bay trực thăng và sân tennis. Giá trị khách sạn lúc đó là 45 triệu USD. Khách sạn thuộc quyền quản lý của tập đoàn khách sạn lừng danh Four Seasons, tuy nhiên, khách sạn sớm gặp khó khăn về tài chính khi nhiều vấn đề phát sinh cả chủ quan lẫn khách quan như thời tiết, điều kiện bất lợi khi di chuyển cũng như độ chao đảo khi bị sóng mạnh đánh vào. Những điều này đã khiến cho doanh thu giảm mạnh. Chủ sở hữu buộc phải bán khách sạn tâm huyết của mình cho một công ty tại thành phố Hồ Chí Minh, Việt Nam trở thành một trong những khách sạn 5 sao sang trọng đầu tiên tại đó.

### Việt Nam
Khách sạn được chuyển đến Thành phố Hồ Chí Minh, Việt Nam vào năm 1989 và đổi tiên thành Saigon Hotel. Tại đây khách sạn được người dân gọi với các tên: Khách sạn Sài Gòn, Khách sạn nổi hoặc Nhà hàng nổi 5 sao hay Khách sạn Nổi Sài Gòn. Khách sạn được neo bên bờ sông Sài Gòn, gần Tượng đài Trần Hưng Đạo, từ năm 1989 đến năm 1997. Trong những năm từ 1989 đến năm 1994, khách sạn luôn nhộn nhịp khách và trở thành điểm thu hút khách du lịch trong nước lẫn quốc tế. Vì thời điểm này Thành phố Hồ Chí Minh chưa có nhiều khách sạn cao cấp, cho nên khách sạn được xem là biểu tượng đẹp của thành phố lúc đó. Giá phòng 1 đêm là 355 USD, so với mức sống của người Sài Gòn thời điểm bấy giờ là rất cao nhưng các phòng luôn đầy khách. Khách sạn nổi được thành phố đặt làm nơi tiếp khách quốc tế hay tập đoàn nước ngoài dùng làm nơi tổ chức sự kiện lớn khi đến Việt Nam. Nhiều thế hệ học sinh khi tốt nghiệp, người dân địa phương khi có những sự kiện liên quan đến cuộc sống, để lưu giữ lại kỷ niệm thường ghé khách sạn nhằm chụp hình lưu niệm.
Trải qua 7 năm hoạt động khá hiệu quả tại Việt Nam, với sự phát triển của Thành phố Hồ Chí Minh, nhiều khách sạn cao cấp hơn được xây dựng cạnh tranh với khách sạn nổi Sài Gòn. Nhiều ý kiến cho rằng việc khách sạn nổi tọa lạc ở ngay bờ sông trung tâm gây ảnh hưởng tới mỹ quan thành phố. Ngày 1 tháng 4 năm 1997, lúc 9 giờ 30 phút, khách sạn nổi nổi 5 sao Sài Gòn được kéo rời đi.

### Bắc Triều Tiên
Khách sạn được Hyundai Asan thuộc Hyundai Group mua lại với giá hơn 18 triệu USD, đổi tên thành Hotel Haekumgang rồi đưa đến Khu du lịch Núi Kim Cương thuộc tỉnh Kangwon, phía đông Triều Tiên. Khách sạn chính thức hoạt động vào năm 2000.
Tuy nhiên việc các chuyến tham quan đến khu nghỉ mát đã bị đình chỉ vào năm 2008 sau khi một phụ nữ Hàn Quốc bị một người lính Triều Tiên bắn chết. Năm 2018, nhà lãnh đạo Triều Tiên Kim Jong-un và Tổng thống Hàn Quốc Moon Jae-in đã đồng ý mở cửa trở lại khu nghỉ dưỡng.
Vào ngày 22 tháng 10 năm 2019, Kim Jong-un đã chỉ trích công trình vì "chúng không chỉ rất lạc hậu về mặt kiến trúc mà còn trông tồi tàn do không được chăm sóc đúng cách"; ông cho rằng "công trình này trông có vẻ khó chịu và nên được dỡ bỏ để xây dựng lại nhằm đáp ứng tình cảm và gu thẩm mỹ của người Triều Tiên".
Tháng 1 năm 2020, chính phủ Triều Tiên thông báo việc tái phát triển công trình đã bị hoãn lại do Đại dịch COVID-19. Tháng 3 năm 2022, có thông tin cho rằng việc tháo dỡ khách sạn đã bắt đầu. Tháng 4 năm 2022, Hàn Quốc lên tiếng phản đối việc Triều Tiên đơn phương tháo dỡ khách sạn.